# Печерний монастир села Розгірче
Печерний монастир села Розгірче — скельно-печерний комплекс, унікальна пам'ятка історії та природи. Розташований на південно-східній околиці села Розгірче (Стрийського району, Львівської області), в однойменному урочищі Розгірче, на території створеного 1984 року заповідного урочища «Розгірче». 
«Скельний монастир Розгірче» лежить на висоті 443 м над рівнем моря. Це скелясті виступи пісковиків заввишки до 25 м, що утворились більше 70 млн років тому на дні палеогенового моря. Кам'яний лабіринт відслонення Вигородського пісковика завширшки 50 м тягнеться серед буково-смерекового лісу зі сходу на захід майже на 400 метрів.
Перші згадки про монастир відносяться до другої половини XV століття, ймовірно, був розбудований в XIII–XIV ст. Сучасні дослідження вказують на те, що скелі використовувалися ще з язичницьких часів як місце поселення чи сховок. Сучасний монастир — популярна туристична місцина.

## Історія монастиря
Скелі використовувалися ще в язичницькі часи, про що свідчать сліди на скелях, а також виявлене тут, у 1990 році, землеробське поселення на городищі, датоване VIII–VII століттями до нашої ери.
За переказами селян, сам монастир був чоловічим. Ймовірно, що його засновниками були монахи, що втікали із поруйнованого в 1200 роках татарами Києва та інших селищ Київської Русі. Ченці, які вижили, дісталися цих земель, осісти, та, як вважають дослідники, знайшли непримітно-важкодоступну місцину та видовбали у скелях свій монастир.
Монахи, в більшості, вели мовчазний спосіб життя, тобто не спілкувалися між собою. На свята до них могли приходити селяни, звичайно ж, з їх дозволу. Ще відомо, що монахи продавали мед з пасіки, що знаходилась недалеко, аби заробити кошти. Довкола монастиря росли ягоди та гриби, якими монахи харчувалися. 

## Будова монастиря
Місце облаштування було дуже зручним та безпечним, адже в той час татари робили набіги на українські села та землі і спалювали їх (не раз таке ставалося із селом Розгірче). Сам скельний масив знаходиться у підніжжі хребта, на його північному схилі, тому монастир, розташований на пагорбі серед лісу і в 200 метрах від південно-східної околиці села, був важкодоступним для нападників.

### «Ворота» монастиря
Скельний комплекс складається із двох частин - власне основної із приміщеннями у породі та двох менших скель.
Віддалені від головного комплексу на 50 метрів, ці дві скелі утворили вузький прохід у схилі та були такими собі воротами. Поміж тих воріт веде стежка до основної скелі.

### Загальний комплекс
У товщі основного скельного масиву вибито три печери, які розташовані на двох рівнях. На першому — два приміщення, а на другому (до якого ведуть сходи) — одне приміщення. Дослідники вважають нижню велику печеру житловою кімнатою, до якої примикала комора, а верхню печеру — монастирською церквою.

## Дослідження комплексу
В минулому якихось ґрунтовних досліджень скельного комплексу не відбувалося, тому лише куца згадка про монастир, датована XV століттям, стала відправною точкою для місцевих краєзнавців.
Перші детальні дослідження скель в Розгірчому провели Вагилевич та Карпович (1830 і 1834 роки відповідно), вже на основі їх висновків та знахідок вибудовували гіпотези щодо історії та минулого скель та споруд на них.
А з кінця XX століття українські науковці й краєзнавці розпочали ґрунтовно досліджувати скелі.

## Зовнішні посилання
- Детальний опис Печерного монастиря в Розгірче [Архівовано 13 вересня 2016 у Wayback Machine.];
- Опис подорожі до Печерного монастиря в Розгірче [Архівовано 30 жовтня 2020 у Wayback Machine.];
- Історія Печерного монастиря в Розгірче [Архівовано 8 серпня 2016 у Wayback Machine.];
- Веломандрівка до монастиря;
- Відеоекскурсія до Печерного монастиря в Розгірче;
- Скельний монастир в с. Розгірче - відео
- Відео - Печерний Монастир в селі Розгірче